# Licence to Kill
Licence to Kill (prt: 007 - Licença Para Matar; bra: 007 - Permissão para Matar) é o décimo sexto filme da franquia James Bond no cinema. Lançado em 1989, foi dirigido por John Glen e traz Timothy Dalton pela segunda e última vez no papel de 007.

## Elenco
- Timothy Dalton como James Bond
- Carey Lowell como Pam Bouvier
- Robert Davi como Franz Sanchez
- Benicio del Toro como Dario
- Talisa Soto como Lupe Lamora
- Robert Brown como M
- Desmond Llewelyn como Q
- David Hedison como Felix Leiter
- Anthony Zerbe como Milton Krest
- Priscila Barnes como Della Leiter

## Trilha Sonora
1. "Licence To Kill" — Gladys Knight
2. "Wedding Party" — Ivory
3. "Dirty Love" — Tim Feehan
4. "Pam" — Michael Kamen
5. "If You Asked Me To" — Patti LaBelle
6. "James & Felix On Their Way To Church" — Michael Kamen
7. "His Funny Valentine" — Michael Kamen
8. "Sanchez Is In The Bahamas/Shark Fishing" — Michael Kamen
9. "Ninja" — Michael Kamen
10. "Licence Revoked" — Michael Kamen

## Recepção
007 Permissão para Matar teve bilheteria abaixo do esperado, arrecadando 156 milhões de dólares no mundo inteiro. Houve vários fatores que ocasionaram o pouco sucesso do filme: os problemas na sua produção, a mudança repentina do título (originalmente se chamaria "License Revoked", "Permissão Revogada" em português) e a competição com vários blockbusters na época, como Batman e Indiana Jones e a Última Cruzada. Apesar disso, recebeu críticas positivas, com avaliação de 79% baseada em 64 resenhas e nota 6,3/10.